# Schwabach
Schwabach là một thành phố trong bang Bayern, Đức. Thành phố có diện tích kilômmét vuông, dân số là 38.791 người. Thành phố nổi tiếng với các sản phẩm thủ công làm bằng vàng, đặc biệt là lá vàng. Đây là nơi sinh của nhà soạn nhạc Adolf von Henselt, nhà thực vật học Johann Gottfried Zinn, nhà sinh vật học Ralf Baumeister và Bernhard Grill. 